# Стрілець Вадим Григорович
Вади́м Григо́рович Стріле́ць (нар. 3 вересня 1974, Зайцеве, Дніпропетровська область, Україна — пом. 3 серпня 2023, Гуляйпільський район, Запорізька область, Україна) — старший сержант Збройних сил України, командир взводу 108-ї окремої бригади територіальної оборони, учасник російсько-української війни.

## Життєпис
Народився 3 вересня 1974 року в селі Зайцеве Дніпропетровської області. Навчався в Донецькому державному університеті внутрішніх справ, де здобув вищу освіту за спеціальністю «юрист».
У липні 2014 року добровільно долучився до лав Збройних сил України. У складі 74-го окремого розвідувального батальйону з 2014 по 2019 роки виконував бойові завдання на сході України, зокрема брав участь у боях за Донецький аеропорт. Наприкінці 2021 року записався до сил територіальної оборони ЗСУ. Обіймав посаду командира 3-го взводу 2-ї стрілецької роти 203-го батальйону 108-ї окремої бригади територіальної оборони. З початком повномасштабного російського вторгнення брав участь у бойових діях на Донецькому та Запорізькому напрямках.
3 серпня 2023 року під час оборони Гуляйпільського району Запорізької області зазнав поранення, несумісного з життям. Похований на кладовищі в рідному селі. У Вадима залишилися мати, дружина, син та сестра.

## Нагороди та відзнаки
- Медаль «За військову службу Україні» (2 лютого 2023) — за особисту мужність і самовідданість, виявлені у захисті державного суверенітету та територіальної цілісності України, вірність військовій присязі[3];
- Почесний нагрудний знак начальника Генерального штабу ЗСУ Нагрудний знак «Учасник АТО»;
- Відзнака Президента України «За участь в антитерористичній операції»;
- Почесний нагрудний знак начальника Генерального штабу — Головнокомандувача ЗСУ «За взірцевість у військовій службі» ІІІ ступеня;
- Медаль «За поранення».